# Pseudoleucania brosii
Pseudoleucania brosii là một loài bướm đêm thuộc họ Noctuidae. Nó được tìm thấy ở Maule và vùng Magallanes và Antartica Chilenas của Chile.
Sải cánh dài 32–35 mm. Con trưởng thành bay vào tháng 12.